# Sérgio Raphael dos Anjos
Sérgio Raphael dos Anjos (Río de Janeiro, Brasil; 23 de octubre de 1992) es un futbolista Brasileño que se desempeña como Defensa. Actualmente juega en el Hibernians FC de la Primera División de Malta.

## Trayectoria

### Oriente Petrolero
En febrero de 2019 Sérgio Raphael firma con Oriente Petrolero.

## Clubes
Duque de Caxias 2012-2013
Bangu 2014
CRB 2015
Tigres do Brasil 2015
Macaé 2016
Hanrum Spartans 2016-2017
Juventus 2017-2018